# Tonino Zorzi
Pour les articles homonymes, voir Zorzi.
Tonino Zorzi, né le 10 juin 1935, à Gorizia et mort le 19 août 2023 dans la même ville, est un joueur et entraîneur de basket-ball italien. Il évolue au poste d'arrière.

## Palmarès
Joueur
- Champion d'Italie 1961
- Meilleur marqueur du championnat d'Italie 1955

Entraîneur
- Coupe des coupes 1970
- Intronisé à l'Italia Basket Hall of Fame en 2011